# ¿Quién dice la verdad?
¿Quién dice la verdad? fue un concurso de televisión, emitido por TVE en la temporada 1965-1966, bajo realización de Juan Manuel Soriano. Se emitía semanalmente la tarde los sábados. En 2017 se emitió una nueva versión de Chile por el canal Chilevisión, bajo la conducción de Rafael Araneda y con un panel integrado por Iván Arenas, Marcelo Comparini y la actriz argentina China Suárez.

## Mecánica
Los concursantes en plató debían enfrentarse a dos versiones de un relato, narradas por sendos personajes. Sólo uno de ellos decía la verdad, y el concursante debía averiguar cuál.